# Frank Kehoe
Pour les articles homonymes, voir Kehoe.
Frank Kehoe (Chicago, 8 février 1882 - Jacksonville, 26 décembre 1949) est un joueur de water-polo et plongeur américain. Il a participé aux Jeux olympiques d'été de 1904 où il a remporté la médaille d'argent dans le tournoi de water-polo et celle de bronze sur la plateforme en plongeon.

## Palmarès
- Jeux olympiques d'été de 1904 à Saint-Louis (États-Unis) :
  -  Médaille d'argent en water-polo
  -  Médaille de bronze en plongeon